# 松永和一郎
松永 和一郎（まつなが わいちろう、1873年（明治6年）6月10日 - 1953年（昭和28年））は、日本の政治家。栃木県宇都宮市長を務めた。

## 経歴
栃木県下都賀郡小野寺村（現在の栃木市）出身。1898年（明治31年）、東京法学院（現在の中央大学）を卒業。1900年（明治33年）に東京市事務員となり市区改正課に勤務していたが、市区改正委員長であった星亨の目に留まり星の法律事務所に移った。その後新聞記者を経て、1903年（明治36年）に再び東京市に入り、市区改正係長となり、主事補に任命された。
1919年（大正8年）9月から1927年（昭和2年）9月まで下都賀郡選出の栃木県会議員を務めた。この間、1919年10月から1920年（大正9年）10月まで県会副議長を、1920年10月から1923年（大正12年）9月まで県会議長を務めた。また政友本党の県支部長を務めた。
1927年1月13日に宇都宮市長に就任。政友派に推されての市長就任であったが、民政派や中立派からは反対され、市会での決選投票で選出された。在任中には清掃施設の整備や結核療養所の設置を行った。また、小学校の新設や文化財の保護などにも取り組んだ。1929年（昭和4年）2月18日、健康不良のため市長を辞職した。健康不良は表向きの理由で、実際には水道料金の新制度（戸数割賦課と3か月分予納）が市民から反発されたことと、市会の勢力が与野党伯仲し、中立派の動向次第で市政が決まることに嫌気が差したことが辞任の真相とされる。後任には全会一致で石田仁太郎が選ばれた。
市長退任後、1929年から1933年（昭和8年）まで東京市牛込区長を務め、さらに下谷区長に転じた。その後は東京市養育院長を務めた。
その他に両毛印刷株式会社取締役を務めた。